# Simon Church
Simon Richard Church (Amersham, 10 de dezembro de 1988) é um futebolista profissional galês que atua como atacante, atualmente defende o Milton Keynes Dons.

## Carreira
Simon Church fez parte do elenco da Seleção Galesa de Futebol da Eurocopa de 2016.